# Lake Taupō
Der Lake Taupō (Māori: Taupō-nui-a-Tia) in Neuseeland ist der Kratersee eines vor rund 26.500 Jahren kollabierten Vulkans und der größte See des Landes.

## Namensherkunft
Die Māori gaben dem See den Namen Taupō-nui-a-Tia, was ins Deutsche übersetzt soviel bedeutet wie „der große Umhang des Tia“. Tia war der Anführer des Waka Arawa, eines der Kanus, mit denen die Māori von Hawaiki kommend Neuseeland besiedelten.

## Geografie

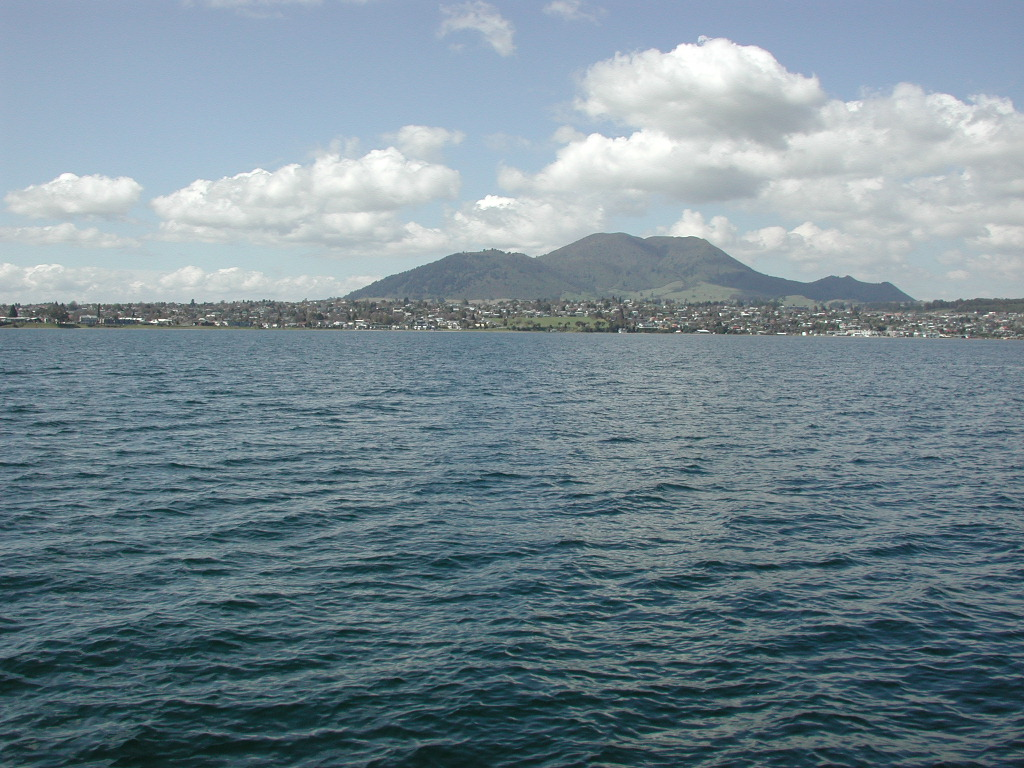
Mount Tauhara vom Lake Taupō aus gesehen

Der See liegt in der Taupō Volcanic Zone in der Zentralregion der Nordinsel Neuseelands. Der Abstand zu den Küsten beträgt jeweils rund 100 km nach Westen und Osten. Nach Norden liegen zwischen dem See und der Bay of Plenty rund 110 km und nach Süden liegt das Meer rund 125 km entfernt.
Der Lake Taupō ist 40 km lang, 28 km breit und erstreckt sich bei einem Umfang von rund 193 km über eine Fläche von 622 km². Er ist maximal 160 Meter tief und sein Wasservolumen wird auf ungefähr 59 km³ geschätzt. Der Seespiegel liegt, je nach Wasserzufluss und Wasserentnahme für die Stromerzeugung, in 355,85 m bis 357,20 m Höhe. Der Lake Taupō besitzt über 30 Zuflüsse, die ein Gebiet von über 3487 km² entwässern, was der 5½-fachen Fläche des Sees entspricht. Die drei größten Zuflüsse sind der Tongariro River, der Tauranga Taupo River und der Waitahanui River. Der Abfluss erfolgt ausschließlich über den Waikato River am nordöstlichen Ende des Sees.
Die Berghänge um den Lake Taupō steigen im Durchschnitt auf 500 bis 700 Meter an, wobei die Hänge an den südlichen Rändern des Sees meist höher sind als am nördlichen Rand. Die größten Ansiedlungen am See sind die Stadt Taupō am Waikato River, gefolgt von der wesentlich kleineren Ortschaft Tūrangi nahe der Mündung des Tongariro River. Motutaiko Island im Südosten und die viel kleinere Insel Motuwhara Island im Westen sind die beiden einzigen Inseln im See. Motutaiko Island hat eine Größe von 11 Hektar und liegt 3,4 km vom Ufer entfernt.
Zu erreichen ist der See über den State Highway 1, der das Ufer östlich passiert, sowie über den State Highway 32 und den State Highway 41, die beide westlich am See vorbeiführen.

## Entstehung des Sees
Die Entstehung fast des gesamten heutigen Sees geht auf die eine gewaltige Eruption des Vulkans Taupō zurück, die heute als Ōruanui Eruption bekannt ist und zu den weltweit bedeutendsten Ausbrüchen der vergangenen 250.000 Jahre zählt. Das dabei herausgeschleuderte und in weitem Umkreis verteilte vulkanische Material, unter anderem Asche und Bimsstein, besaß ein Volumen von knapp 1.200 km³, was mehr als dem Hundertfachen des Ausbruchs des Pinatubo von 1991 entspricht. Am Ende des sich über Wochen und Monate hinziehenden Ausbruchs kollabierte die Magmakammer unter dem Vulkan, wodurch sich eine Caldera, eine 140 km² große Senke, bildete. Auch unmittelbar benachbarte Bereiche brachen nach, wodurch sich der Senkungsbereich auf über 500 km² vergrößerte. Die Absenkung soll insgesamt 500 m betragen haben.
Die Flüsse des 3487 km² großen Einzugsgebietes des heutigen Sees füllten die Senke mit Wasser, das sich schließlich bei der heutigen Stadt Taupō einen Durchbruch nach Norden schuf, wodurch der See seinen heutigen Wasserstand hält. An diesem Durchbruch entstanden die Huka Falls, die mit einer Fallhöhe von rund elf Meter eine Attraktion für Touristen und Wildwasserfahrer darstellen.

## Besiedlung und Nutzung

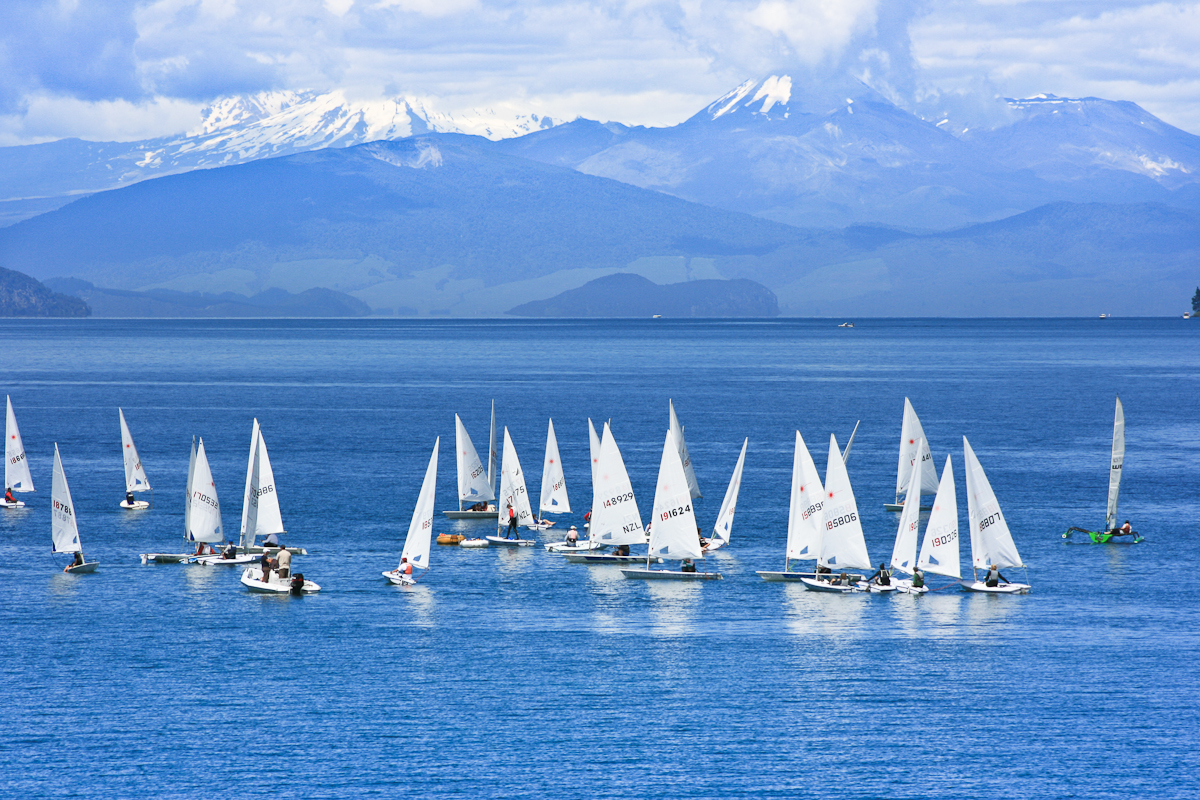
Segeln auf dem Lake Taupō

An den Ufern und den Berghängen oberhalb des Sees lebten 2006 rund 32.400 Menschen. Der See erfreut sich hierbei zunehmender Beliebtheit bei älteren Menschen, die dorthin ziehen, um dort ihren Lebensabend zu verbringen. Ferner ist er ein beliebtes Urlaubsziel. Obwohl es an geeigneten Stränden mangelt, zieht er Urlauber zum Segeln, Sportboot fahren, Angeln, und zu anderen sportlichen Aktivitäten an. Der Tourismus trägt zusammen mit der Holzwirtschaft am stärksten zum Bruttoinlandsprodukt der Taupo-Region (1998 insgesamt 750 Millionen NZ$) bei.
Der See ist unter Anglern für seine Seeforellen und Regenbogenforellen bekannt und der Forellenfang bringt der Region jährlich rund 70 Millionen NZ$ ein.

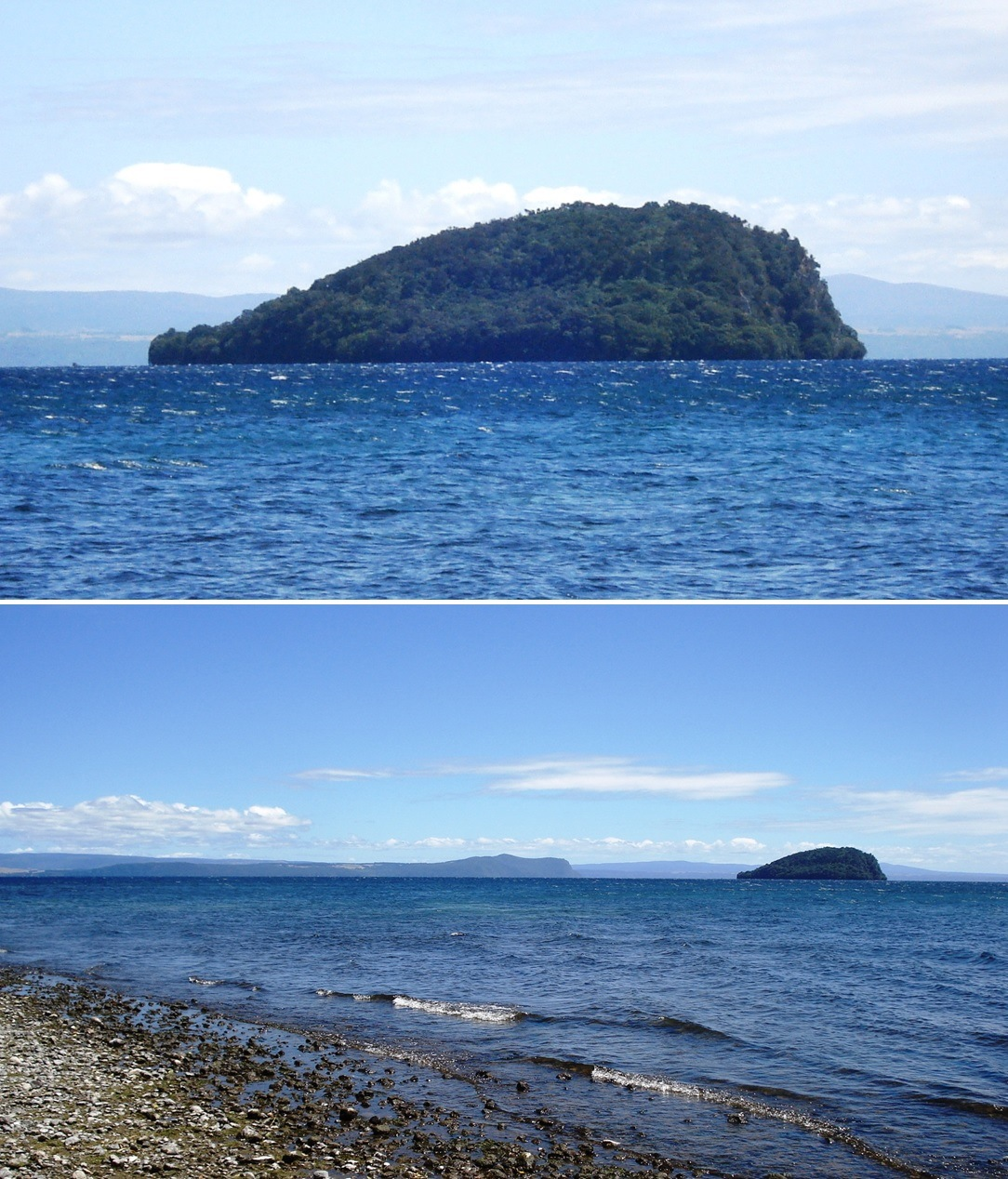
Motutaiko Island im Lake Taupō (Nahaufnahme & Aufnahme vom Ufer aus)